# ジロ (植物)
ジロ（ブラジルポルトガル語：jiló）は、アジアと熱帯アフリカ原産のソラヌム・エチオピクム（Solanum aethiopicum）という植物の栽培品種の一群である。果実はナスに似た形をしており、未熟なうちは緑色で、熟するにつれて黄色くなり、さらに朱色になる。

## 特徴
未熟な果実を収穫して食用とするが、果実にはゴーヤのような強い苦味がある。ブラジルでは一般的な野菜であり、日本でも日系ブラジル人向けに栽培されている。油との相性が良く、炒めるなどして食される場合が多い。